# 1-я Фрунзенская улица
1-я Фру́нзенская улица — улица в центре Москвы в Хамовниках между Фрунзенской набережной и Комсомольским проспектом.

## Происхождение названия
Существует 3 Фрунзенские улицы. Первоначальные названия — 1-я, 2-я и 3-я Хамовнические улицы по расположению в районе Хамовники. Современные названия присвоены в 1956 году по Фрунзенской набережной, к которой они примыкают.

## Описание
1-я Фрунзенская улица начинается от Фрунзенской набережной и связана пешеходным Пушкинским мостом через Москву-реку с Пушкинской набережной и Титовским проездом в районе Нескучного сада. Улица проходит на северо-запад до Комсомольского проспекта.

## Примечательные здания и сооружения
По нечётной стороне:

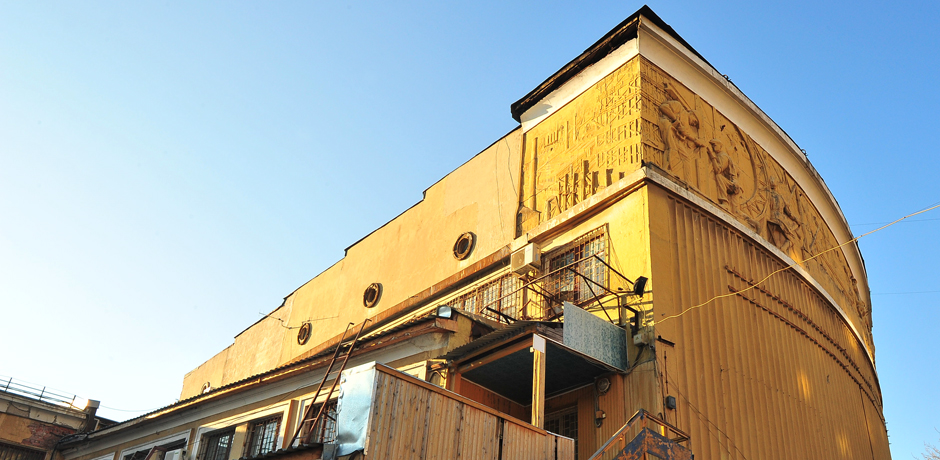
Дом-самолёт, фрагмент

- № 3А — офисное здание, в 1940-х — 1950-х годах здесь располагалась сверхсекретная лаборатория академика Минца;
- № 3А, строение 1 («дом-самолёт», 1933—1934, архитектор С. В. Лященко) — здание административного назначения, в 1930-х — 1950-х годах — главный павильон Всесоюзной строительной выставки. С 2012 года имеет статус объекта культурного наследия регионального значения[1][2][3].  Объект культурного наследия народов РФ регионального значения. Рег. № 771310010620005 (ЕГРОКН) В течение нескольких десятилетий здание не получало капитального ремонта, находится в неудовлетворительном состоянии. В 2012 году в связи со строительством по соседству урезаны охранные зоны памятника, что вызывало протесты общественности. В начале 2016 года Мосгорнаследие анонсировало реставрацию здания. Дом внесён в Красную книгу Архнадзора (электронный каталог объектов недвижимого культурного наследия Москвы, находящихся под угрозой), номинация — запустение.[4]

По чётной стороне:
- Дом 6 — многоквартирный жилой дом;
- Дом 6А — детский сад № 1472;
- Дом 6Б — 43-й центральный экспериментальный производственный комбинат Министерства обороны РФ.